# Vải địa kỹ thuật
Vải địa kỹ thuật là tấm vải có tính thấm, khi sử dụng lót trong đất nó có khả năng phân cách, lọc, bảo vệ, gia cường và thoát nước. Loại vải này thường được sản xuất từ polypropylene hoặc polyester và được sử dụng nhiều trong các ngành kĩ thuật như thủy lợi, giao thông, môi trường.

## Cấu tạo

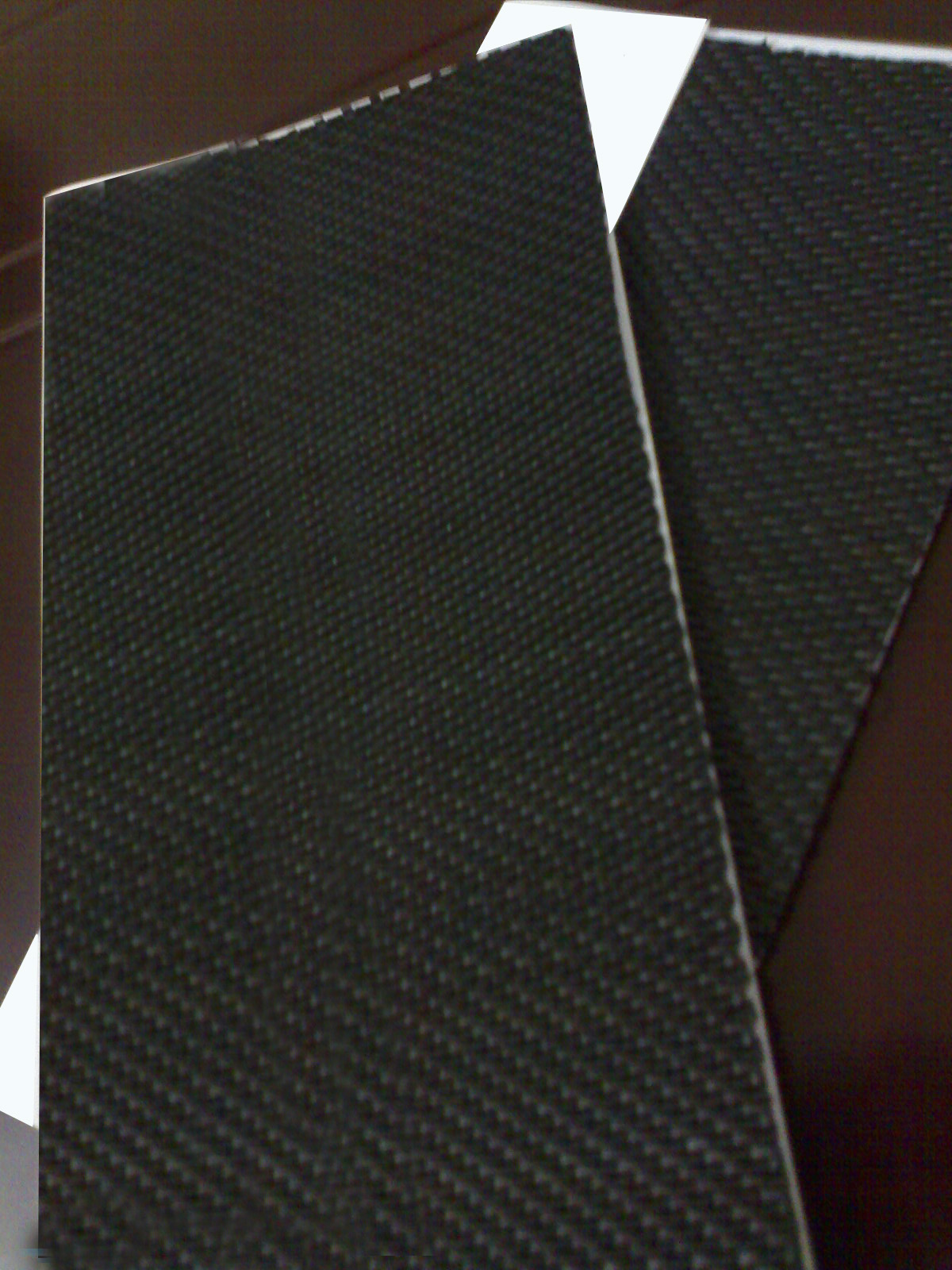
Vải địa kĩ thuật dệt polypropylene

Vải địa kĩ thuật được chế tạo từ những sản phẩm phụ của dầu mỏ, từ một hoặc hai loại polymer (polyamide) như polyester và/hoặc polypropylen. Tùy theo hợp chất và cách cấu tạo, mỗi loại vải địa kĩ thuật có những đặc tính cơ lý hóa như sức chịu kéo, độ dãn, độ thấm nước, môi trường thích nghi v.v...khác nhau.
Hầu hết các sản phẩm có mặt tại Việt Nam đều được chế tạo bằng polyester và polypropylen. Vải địa kĩ thuật được chia làm ba nhóm chính dựa theo cấu tạo sợi: dệt, không dệt và vải địa phức hợp.
- Nhóm dệt gồm những sợi được dệt ngang dọc giống như vải may, như vải địa kĩ thuật loại dệt polypropylen. Biến dạng của nhóm này thường được thí nghiệm theo 2 hướng chính: hướng dọc máy, viết tắt MD (machine direction) và hướng ngang máy, viết tắt CD (cross machine derection). Sức chịu kéo theo hướng dọc máy bao giờ cũng lớn hơn sức chịu kéo theo hướng ngang máy. Vải dệt thông thường được ứng dụng làm cốt gia cường cho các công tác xử lý nền đất khi có yêu cầu.
- Nhóm không dệt gồm những sợi ngắn và sợi dài liên tục, không theo một hướng nhất định nào, được liên kết với nhau bằng phương pháp hóa (dùng chất dính), hoặc nhiệt (dùng sức nóng) hoặc cơ (dùng kim dùi).
- Nhóm vải phức hợp là loại vải kết hợp giữa vải dệt và không dệt. Nhà sản xuất may những bó sợi chịu lực (dệt) lên trên nền vải không dệt để tạo ra một sản phẩm có đủ các chức năng của vải dệt và không dệt.

## Ứng dụng

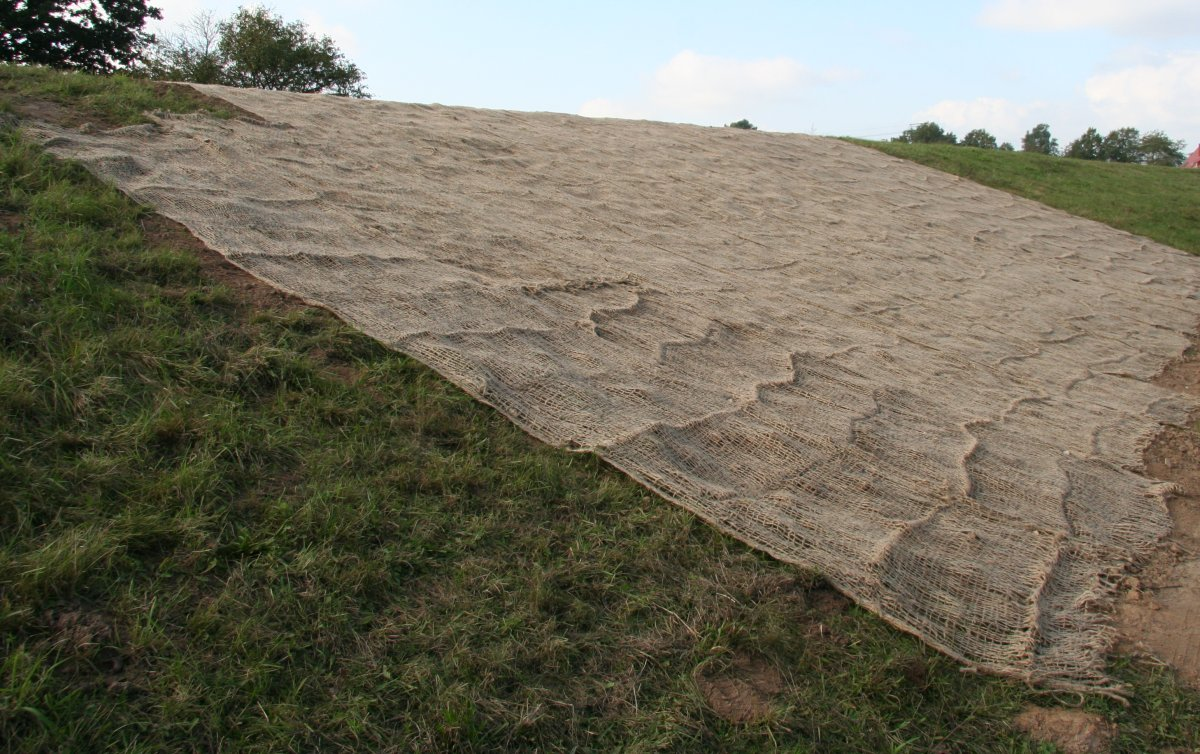
Sử dụng vải địa kỹ thuật

Trong giao thông vải địa kĩ thuật có thể làm tăng độ bền, tính ổn định cho các tuyến đường đi qua những khu vực có nền đất yếu như đất sét mềm, bùn, than bùn...
Trong thủy lợi, dùng che chắn bề mặt vách bờ bằng các ống vải địa kĩ thuật độn cát nhằm giảm nhẹ tác động thủy lực của dòng chảy lên bờ sông. Còn trong xây dựng, dùng để gia cố nền đất yếu ở dạng bấc thấm ứng dụng trong nền móng...
Trong các công trình bảo vệ bờ (đê, kè,...) vải địa kỹ thuật được sử dụng thay cho tầng lọc ngược ngược, có tác dụng hạ thấp mực nước ngầm vẫn đảm bảo giữ cốt liệu nền khỏi bị rửa trôi theo dòng thấm.
Dựa vào mục công dụng chính, người ta chia vải địa kĩ thuật thành ba loại: phân cách, gia cường, và tiêu thoát và lọc ngược.
Chức năng phân cách
Các phương pháp thông thường để ổn định hoá lớp đất đắp trên nền đất yếu bão hoà nước là phải tăng thêm chiều dày đất đắp để bù vào lượng đất bị mất do lún chìm vào nền đất yếu trong quá trình thi công. Mức độ tổn thất có thể hơn 100% đối với đất nền có CBR  nhỏ hơn 0,5.
Việc sử dụng loại vải địa kĩ thuật thích hợp đặt giữa đất yếu và nền đường sẽ ngăn cản sự trộn lẫn của hai loại đất. Vải địa kĩ thuật phân cách ngăn ngừa tổn thất đất đắp và vì vậy tiết kiệm đáng kể chi phí xây dựng. Ngoài ra, vải địa kĩ thuật còn ngăn chặn không cho đất yếu thâm nhập vào cốt liệu nền đường nhằm bảo toàn các tính chất cơ lý của vật liệu đắp và do đó nền đường có thể hấp thụ và chịu đựng một cách hữu hiệu toàn bộ tải trọng xe.
Chức năng gia cường
Đối với đường có chiều cao bé (từ 0,5 đến 1,5m), có giả thiết cho rằng cần phải dùng vải cường độ cao như là một bộ phận chịu lực của kết cấu móng đường. Tuy nhiên, tải trọng xe tác dụng trên móng đường chủ yếu theo phương đứng, trong khi phương chịu kéo của vải địa lại là phương nằm ngang.
Vì vậy, cường độ chịu kéo và độ cứng chịu uốn của vải có ảnh hưởng rất nhỏ trong sự gia tăng khả năng chịu tải của nền dưới tải trọng đứng của bánh xe.
Trong thực tế, dưới tải trọng bánh xe khả năng chịu tải của nền đường có vải địa kĩ thuật chủ yếu là do chức năng phân cách (nhằm duy trì chiều dày thiết kế và tính chất cơ học ban đầu của các lớp cốt liệu nền móng đường) hơn là chức năng gia cường về khả năng chịu kéo của kết cấu. 
Trong trường hợp đường có tầng mặt cấp cao (đường bê tông hoăc đường nhựa) hiệu ích từ chức năng gia cường càng rất giới hạn. Đó là bởi vì, để phát triển lực kéo trong vải địa cần phải có chuyển vị đủ lớn trong kết cấu móng đường để sinh ra biến dạng ngang tương ứng, mà điều nầy thi không cho phép đối với đường có tầng mặt cấp cao.
Trong trường hợp xây dựng đê, đập hay đường dẫn vào cầu có chiều cao đất đắp lớn, có thể dẫn đến khả năng trượt mái hoặc chuyển vị ngang của đất đắp, vải địa kĩ thuật có thể đóng vai trò cốt gia cường cung cấp lực chống trượt theo phương ngang nhằm gia tăng ổn định của mái dốc. Trong trường hợp này vải địa có chức năng gia cường.
Chức năng tiêu thoát/ lọc ngược
Đối với các nền đất yếu có độ ẩm tự nhiên lớn và độ nhạy cảm cao. Vải địa kĩ thuật có thể làm chức năng thoát nước nhăm duy trì và thậm chí gia tăng cường độ kháng cắt của đất nền và do đó làm gia tăng khả năng ổn định tổng thể của công trình theo thời gian.
Vải địa kĩ thuật loại không dệt, xuyên kim có chiều dày và tính thấm nước cao là vật liệu có khả năng tiêu thoát tốt, cả theo phương đứng (thẳng góc với mặt vải) và phương ngang (trong mặt vải). Vì thế, loại vải địa này có thể làm tiêu tán nhanh chóng áp lực nước lỗ rỗng thặng dư trong quá trình thi công cũng như sau khi xây dựng và dẫn đến sức kháng cắt của nền đất yếu sẽ được gia tăng.
Hai tiêu chuẩn để đánh giá về đặc trưng lọc ngược là khả năng giữ đất và hệ số thấm của vải. Vải địa kỹ thuật cần phải có kích thước lỗ hổng đủ nhỏ để ngăn chặn không cho các hạt đất cần bảo vệ đi qua đồng thời kích thước lỗ hổng cũng phải đủ lớn để có đủ khả năng thấm nước bảo đảm cho áp lực nước lỗ rỗng được tiêu tán nhanh.

## Lợi ích khi sử dụng vải địa kĩ thuật
- Cho phép tăng cường lớp đất đắp bằng việc tăng khả năng tiêu thoát nước.
- Giảm chiều sâu đào vào các lớp đất yếu.
- Giảm độ dốc mái lớp đất đắp yêu cầu và tăng tính ổn định của chúng.
- Giữ được tốc độ lún đều của các lớp đất, đặc biệt trong vùng chuyển tiếp.
- Cải thiện các lớp đất đắp và kéo dài tuổi thọ công trình.

## Các tiêu chuẩn thiết kế với vải địa kĩ thuật
Với những ứng dụng mà vải địa có những chức năng chính là phân cách, tiểu biểu như các loại đường có và không có tầng mặt cấp cao. Với các đê đập cao khi mà các chức năng chính là gia cường và phân cách thì vải địa cần phải có cường độ chịu kéo đủ cao. Thêm nữa, vải phải chịu được ứng suất thi công đồng thời phải bảo đảm tính chất tiêu thoát và lọc ngược tốt. Các tiêu chuẩn chính cho việc lựa chọn vải là:
Vải có khả năng chống hư hỏng trong thi công và lắp đặt
Để có khả năng phân cách hiệu quả, vải địa kĩ thuật phải đảm bảo không bị chọc thủng trong quá trình thi công như bị thủng bởi các vật liệu sắc cạnh như sỏi, đá và vật cứng xuyên thủng, hoặc lớp đất đắp không đủ dày trong khi đổ đất. Với trường hợp sau, chiều dày thiết kế tối thiểu của lớp đắp cần phải được duy trì trong suốt quá trình thi công. Để ngăng ngừa vải bị chọc thủng trong thi công, người ta thường tính toán các thông số sau để xác định tính kháng chọc thủng sau:
- Chiều dày lớp đất đắp đầu tiên trên mặt vải, phụ thuộc vào giá trị CBR của đất nền bên dưới lớp vải địa.
- Sự hiện hữu của vật cứng, sỏi, đá trong đất đắp đặc biệt là đối với đất lẫn sạn sỏi.
- Loại thiết bị thi công, tải trọng và diện tích tiếp xúc của bánh xe và từ đó gây ra áp lực tác dụng tạo cao trình mặt lớp vải.

Lực kháng xuyên thủng của vải địa có thể xác định dựa theo điều kiện cân bằng lực:
Fvert=π.dh.hh.P
Trong đó:
dh = đường kính trung bình của lỗ thủng.
hh = độ lún xuyên thủng lấy bằng dh.
P = áp lực do tải trọng bánh xe tác dụng ở cao trình lớp vải.
Hoặc có thể xác định lực kháng xuyên thủng theo phương pháp AASHTO:
Từ các thông số về cường độ CBR của nền, áp lực tác dụng của bánh xe và chiều dày lớp đất đắp sau khi đầm nén sẽ xác định được yêu cầu về độ bền của vải thuộc loại cao (H) hay trung bình (M). Từ mức độ yêu cầu về độ bền (H hoặc M), người ta có thể chọn cường độ kháng chọc thủng yêu cầu.
Vải có các đặc điểm thích hợp về lọc ngược và thoát nước
Hai tiêu chuẩn để đánh giá về đặc trưng lọc ngược là khả năng giữ đất và hệ số thấm của vải. Vải địa cần phải có kích thước lỗ hổng đủ nhỏ để ngăn chặn không cho các loại hạt đất cần bảo vệ đi qua, đồng thời kính thước lỗ hổng cũng phải đủ lớn để có đủ khả năng thấm nước bảo đảm cho áp lực nước kẽ rỗng được tiêu tán nhanh.
Độ bền cao khi tiếp xúc với ánh sáng
Tất cả các loại vải địa kỹ thuật đều bị phá huỷ khi phơi dưới ánh sáng mặt trời. Do trong quá trình xây dựng vải địa kĩ thuật bị phơi trong một thời gian dài dưới ánh sáng nên cần sử dụng loại vải có độ bền cao khi tiếp xúc với ánh sáng.

## Phương pháp thi công
Vải địa kĩ thuật thường được thi công theo các trình tự sau:
- Chuẩn bị nền đường: phát quang những cây cối, bụi rậm, dãy cỏ trong phạm vi thi công. Gốc cây đào sâu 0.6m dưới mặt đất. Nền đường cần có độ dốc để thoát nước khi mưa.
- Trải vải địa kĩ thuật trên nền đường, lớp vải nọ nối tiếp lớp vải kia theo một khoảng phủ bì tùy thuộc vào sức chịu lực của đất,
Sức chịu lực của đất:
| CBR   | Vải không khâu | Vải khâu |
| < 1   | 120 cm         | 22 cm    |
| 1 - 2 | 91 cm          | 15 cm    |
| 2 - 3 | 76 cm          | 8 cm     |
| >3    | 60 cm          | 8 cm     |

- Sau cùng trải và cán đá dăm hoặc đá sỏi.
Ghi chú: đối với vải không khâu, được khuyến cáo không nên trải quá 8m trước khi đổ đá để tránh khoảng phủ bì bị tách rời.

## Phương pháp thí nghiệm
Khối lượng: ASTM D-3776 (đơn vị:g/m2)
Chiều dày: ASTM D-5199 (đơn vị: mm)
Cường độ chịu kéo giật: ASTM D-4632 (đơn vị: KN)
Độ giãn dài kéo giật: ASTM D-4632(đơn vị: %)
CBR đâm thủng: ASTM D-6241 hoặc Bs 6906-Part4 (đơn vị:N)
Kích thước lỗ 095: ASTM D-4751 (đơn vị: mm)
Hệ số thấm: ASTM D-4491 hoặc BS 6906/4 (đơn vị: x10-4 m/s)